# Tim Toupet
Pour les articles homonymes, voir Toupet (homonymie).
Tim Toupet, de son vrai nom Tim Bibelhausen, est un chanteur de schlager allemand né le 28 octobre 1971 à Cologne en Allemagne.

## Biographie
Coiffeur de métier, il est devenu célèbre en 2005 grâce à son titre Du hast die Haare schön (Tu as de beaux cheveux). 

## Discographie

### Singles
- 2004: Yippie Jaja Yippie Noch en Kölsch
- 2005: Du hast die Haare schön
- 2006: Humba Täterä (mit DJ Padre)
- 2008: Ich bin ein Döner
- 2008: Allee Allee (eine Straße, viele Bäume)
- 2008: … So ein schöner Tag (Fliegerlied)